# Mirjan Koldeweij

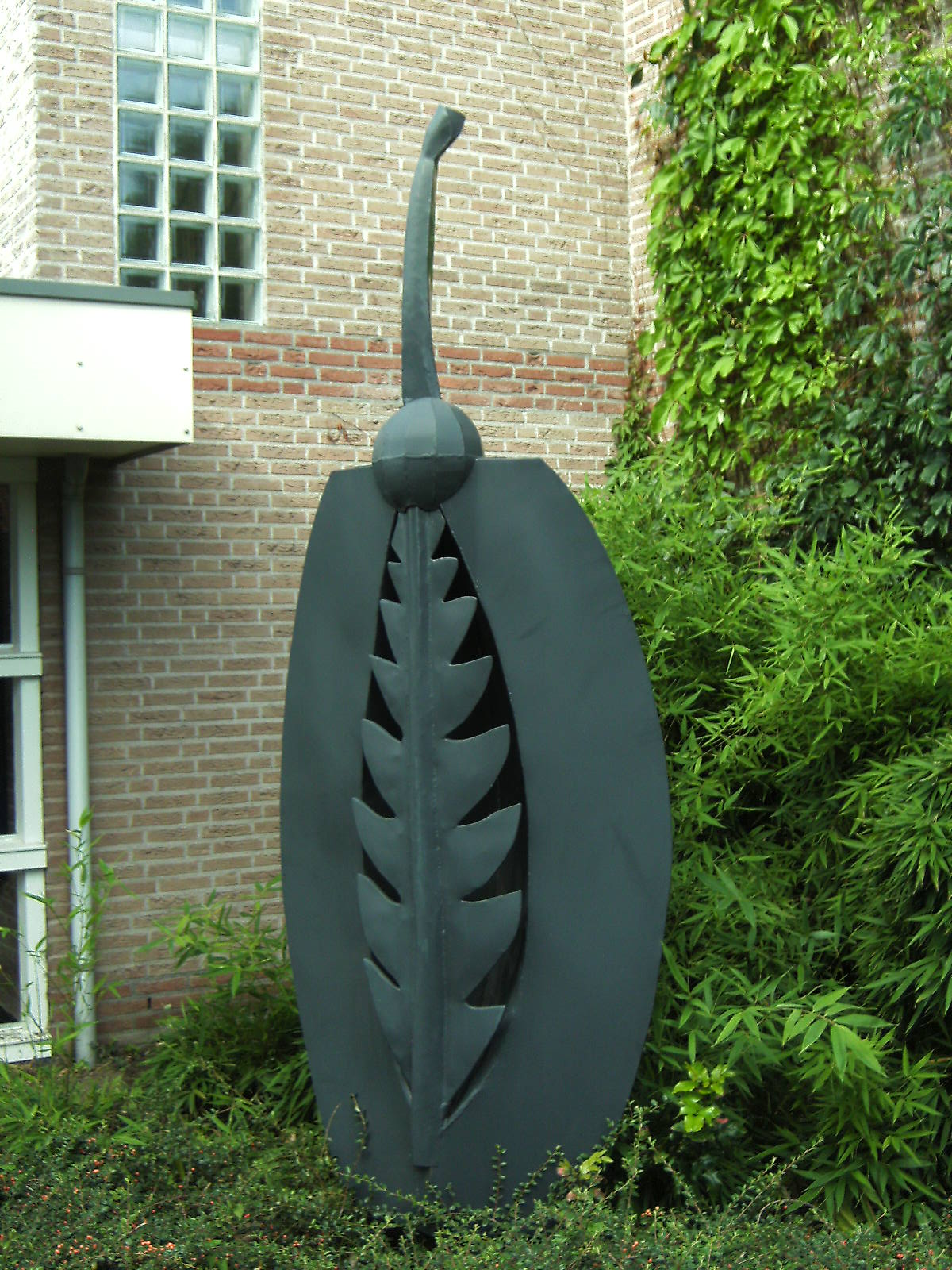
De appel, een van drie sculpturen bij een wooncomplex te Winterswijk

Mirjan Koldeweij (Meddo, Winterswijk, 1969) is een Nederlands kunstenaar. Ze heeft de opleiding kort middelbaar beroepsonderwijs voor toegepaste vormgeving te Almelo en de Academie voor Kunst en Industrie (richting beeldhouwen) te Enschede gevolgd. Vanaf 1993 is zij werkzaam als zelfstandig beeldend kunstenaar en exposeert regelmatig in diverse steden in Nederland. Ook is ze lid van de kunstadviescommissie van de gemeente Oost-Gelre. 

## Stijl
Haar objecten en schilderijen worden in grote mate geïnspireerd op elementen uit de natuur, soms is het een klein detail dat zij heeft opgevangen uit de natuur, een momentopname. De onzichtbare en niet geplande beelden vermengen zich met elkaar, de essentiële en sprekende elementen worden opgeslagen in haar gedachten en liggen ten grondslag aan het proces. Haar werk bevat veelal organische vormen en allesbepalende lijnen. Het is telkens weer zoeken naar een goed evenwicht, een teveel aan lijnen, vormen en kleuren is overbodig, het streven naar minimalisme om tot een zo goed mogelijk resultaat te komen. Haar objecten hebben veelal een monumentaal karakter met een eigen gelaagdheid.

## Materiaal
Het materiaal waar zij mee werkt voor haar objecten varieert van metaal, gips en hout tot karton, papier en rubber. Voor wat betreft haar schilderijen schildert ze voornamelijk met acryl, ecoline en pastelkrijt op hout, board, handgeschept papier of doek.